# Senad Lulić
Senad Lulić (Mostar, 18 gennaio 1986) è un ex calciatore bosniaco, di ruolo centrocampista o difensore.

## Biografia
Nato a Mostar, all'epoca in territorio jugoslavo, ha trascorso gran parte della sua infanzia a Jablanica, cittadina situata in Bosnia ed Erzegovina.

## Caratteristiche tecniche
Giocatore dotato di gran corsa, poteva ricoprire diversi ruoli tra la difesa ed il centrocampo. Prediligeva giocare sulla fascia sinistra pur essendo un destro naturale. Le sue specialità erano la corsa e la resistenza, oltre alla duttilità tattica, mettendosi sempre al servizio della squadra. Era bravo negli inserimenti.

## Carriera

### Giocatore

#### Club

##### Gli esordi e gli anni in Svizzera
Lulić ha iniziato la sua carriera da calciatore professionista in Svizzera, nella squadra del Coira, con la quale debutta in Prima Lega nella stagione 2003-2004.
Nell'estate del 2006 si trasferisce al Bellinzona, dove debutta nell'annata 2006-2007 nel campionato di Challenge League. La stagione successiva risulta essere la più prolifica della sua seppur breve carriera: difatti, al termine del torneo 2007-2008, il terzino bosniaco totalizza 33 partite e 10 gol realizzati, contribuendo alla promozione del club bellinzonese in Super League e partecipando alla finale di Coppa Svizzera.
Nell'estate del 2008 viene acquistato dal Grasshoppers, con il quale gioca per due stagioni prima di passare il 17 maggio 2010 allo Young Boys, squadra con la quale debutta anche in Champions League prima ed Europa League dopo.

##### Lazio

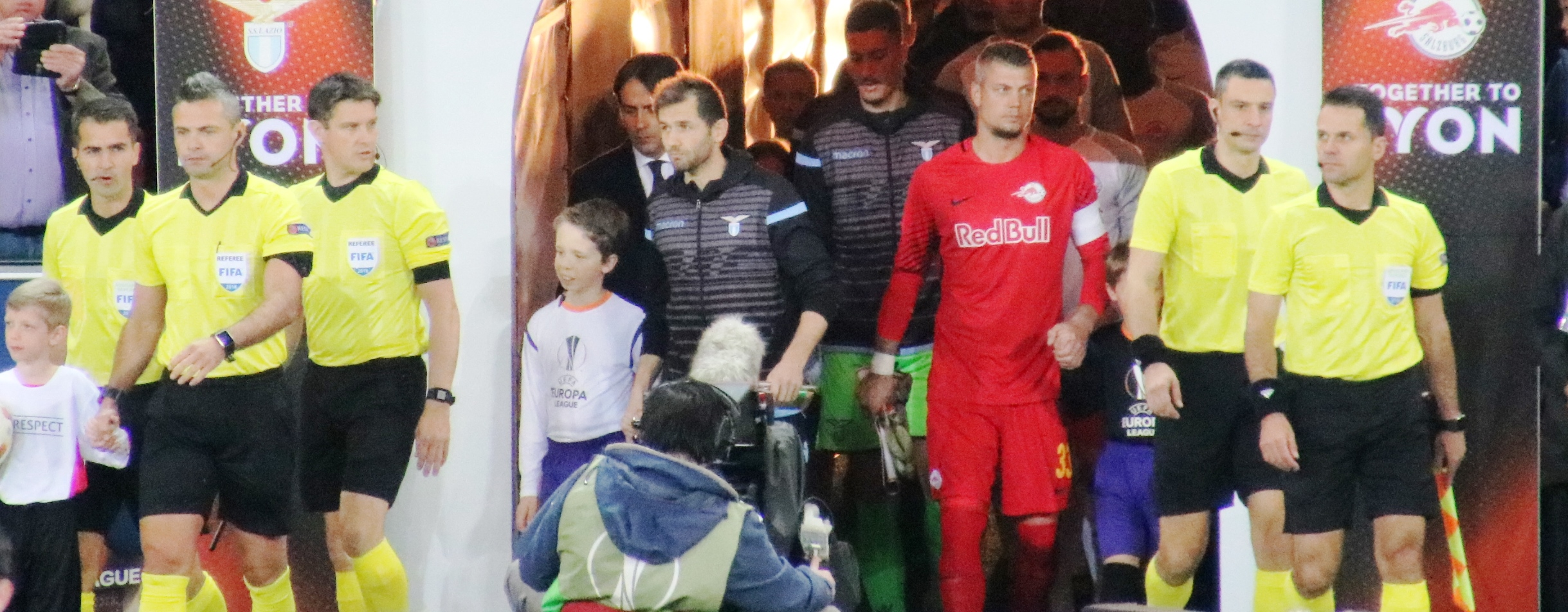
Lulić (al centro), capitano della Lazio, guida in campo in compagni di squadra per la trasferta di UEFA Europa League 2017-2018 contro il.

Nel giugno 2011 viene acquistato dalla Lazio, che il 9 settembre lo fa esordire in A (nel pareggio, per 2-2, contro il Milan). Il 23 ottobre segna la prima rete, nel 2-0 contro il Bologna. Già dalla prima annata, mette in mostra le sue doti di duttilità e corsa.
Nella finale di Coppa Italia della stagione 2012-13 entra ufficialmente nella storia della Lazio. Infatti risulta essere decisivo il suo gol nel derby che regala alla squadra la vittoria nella competizione e l'accesso in Europa League. Scende in campo anche nella Supercoppa italiana, che i biancocelesti perdono 4-0 contro la Juventus.
Con Stefano Pioli e Simone Inzaghi in panchina viene utilizzato anche in ruoli più offensivi, come una mezzala. Il 16 ottobre 2016, ancora contro il Bologna, taglia il traguardo delle 200 presenze con la squadra romana. Nel dicembre 2016, al termine del derby, si rende responsabile di dichiarazioni a frase offensiva nei confronti del tedesco Antonio Rüdiger, che gli costeranno una squalifica per 20 giorni e una multa di 10 000 euro. Il 17 maggio 2017 perde la sua seconda finale di Coppa Italia poiché la sua squadra viene superata, per 2-0, dalla Juventus.
All'inizio della stagione 2017-2018, per via della cessione di Lucas Biglia, viene scelto come nuovo capitano. Il 13 agosto 2017 vince il suo secondo titolo in maglia biancoceleste (primo da capitano) poiché la Lazio si impone, per 2-3, sulla Juventus nella partita valida per l'assegnazione della Supercoppa italiana. Il 19 febbraio 2018 disputa la sua duecentesima partita in Serie A in occasione della vittoria interna, per 2-0, contro il Verona. Chiude la stagione con 50 presenze e 5 reti messe a segno oltre alla vittoria della Supercoppa.
Il 26 dicembre 2018 gioca contro il Bologna la sua trecentesima partita con la maglia della Lazio segnando anche il goal che chiuderà la partita. Il 15 maggio 2019 vince il suo secondo titolo da capitano biancoceleste, la Coppa Italia, grazie al 2-0 sull'Atalanta con le reti di Milinković-Savić e Correa.
Il 22 dicembre 2019 segna la seconda delle 3 reti nel match contro la Juventus valevole per la Supercoppa italiana disputatosi a Riad, in Arabia Saudita.
Il 23 febbraio 2021 fa il suo debutto stagionale in Champions League, subentrando a Musacchio nel corso del primo tempo nella partita valida per gli ottavi di finale tra Lazio e Bayern Monaco, conclusasi 1-4 per gli ospiti. Il 30 giugno dello stesso anno lascia la Lazio dopo dieci anni, 371 presenze, 34 gol e quattro trofei in bacheca.
Dopo un anno d'inattività, il 31 maggio 2022 ufficializza il ritiro dal calcio giocato.

#### Nazionale
Debutta con la nazionale bosniaca il 1º giugno 2008 in occasione dell'amichevole contro l'Azerbaigian, Senad subentra al 56' al compagno di squadra Jusuf Dajić e la partita viene vinta 1-0 grazie al gol di Stevo Nikolić al 72'. Il 7 giugno 2013 segna il suo primo gol con la maglia della nazionale, mette a segno il gol che apre le marcature nella partita, valida per la qualificazione al campionato del mondo 2014, contro la Lettonia, la partita viene vinta 5-0.
Nel 2014 viene selezionato dal CT Safet Sušić per partecipare alla prima spedizione, nella storia della nazionale bosniaca, in un mondiale di calcio. Fa il suo esordio assoluto in una rassegna iridata il 16 giugno 2014, in occasione della sconfitta per 2-1 contro l'Argentina. Il 22 giugno successivo l'avventura della nazionale bosniaca nel mondiale finisce con una partita d'anticipo, poiché viene battuta nuovamente per 1-0 dalla Nigeria. Il 29 dicembre 2017, annuncia il suo ritiro dalla nazionale. Tuttavia è tornato sui suoi passi nel gennaio 2020.

### Dopo il ritiro
Il 26 marzo 2017 riceve dalla FSBiH, insieme ai connazionali Begović, Cocalić, Džeko, Ibišević, Spahić e Višća, il diploma di allenatore UEFA-B per le giovanili.
Nel settembre del 2022 consegue il patentino UEFA A a Coverciano, che abilita ad allenare squadre giovanili e prime squadre fino alla Lega Pro, e consente di essere allenatore in seconda in Serie A e B.

## Statistiche

### Presenze e reti nei club
| Stagione            | Squadra             | Campionato          | Campionato | Campionato | Coppe nazionali | Coppe nazionali | Coppe nazionali | Coppe continentali | Coppe continentali | Coppe continentali | Altre coppe | Altre coppe | Altre coppe | Totale | Totale |
| Stagione            | Squadra             | Comp                | Pres       | Reti       | Comp            | Pres            | Reti            | Comp               | Pres               | Reti               | Comp        | Pres        | Reti        | Pres   | Reti   |
| ------------------- | ------------------- | ------------------- | ---------- | ---------- | --------------- | --------------- | --------------- | ------------------ | ------------------ | ------------------ | ----------- | ----------- | ----------- | ------ | ------ |
| 2003-2004           | Coira               | PL                  | 22         | 0          | -               | -               | -               | -                  | -                  | -                  | -           | -           | -           | 22     | 0      |
| 2004-2005           | Coira               | PL                  | 2          | 0          | -               | -               | -               | -                  | -                  | -                  | -           | -           | -           | 2      | 0      |
| 2005-2006           | Coira               | PL                  | 0          | 0          | -               | -               | -               | -                  | -                  | -                  | -           | -           | -           | 0      | 0      |
| Totale Coira        | Totale Coira        | Totale Coira        | 24         | 0          |                 | -               | -               |                    | -                  | -                  |             | -           | -           | 24     | 0      |
| 2006-2007           | Bellinzona          | CL                  | 30+2       | 3+0        | CS              | 2               | 0               | -                  | -                  | -                  | -           | -           | -           | 34     | 3      |
| 2007-2008           | Bellinzona          | CL                  | 33+2       | 10+2       | CS              | 5               | 1               | -                  | -                  | -                  | -           | -           | -           | 40     | 13     |
| Totale Bellinzona   | Totale Bellinzona   | Totale Bellinzona   | 63+4       | 13+2       |                 | 7               | 1               |                    | -                  | -                  |             | -           | -           | 74     | 16     |
| 2008-2009           | Grasshoppers        | SL                  | 26         | 3          | CS              | 4               | 2               | I+CU               | 4+2                | 2+0                | -           | -           | -           | 36     | 7      |
| 2009-2010           | Grasshoppers        | SL                  | 15         | 3          | CS              | 2               | 0               |                    | -                  | -                  | -           | -           | -           | 17     | 3      |
| Totale Grasshoppers | Totale Grasshoppers | Totale Grasshoppers | 41         | 6          |                 | 6               | 2               |                    | 6                  | 2                  |             | -           | -           | 53     | 10     |
| 2010-2011           | Young Boys          | SL                  | 31         | 6          | CS              | 2               | 0               | UCL+UEL            | 4+7                | 1+2                | -           | -           | -           | 44     | 9      |
| 2011-2012           | Lazio               | A                   | 27         | 4          | CI              | 2               | 0               | UEL                | 9                  | 0                  | -           | -           | -           | 38     | 4      |
| 2012-2013           | Lazio               | A                   | 33         | 1          | CI              | 5               | 1               | UEL                | 12                 | 1                  | -           | -           | -           | 50     | 3      |
| 2013-2014           | Lazio               | A                   | 30         | 7          | CI              | 1               | 0               | UEL                | 5                  | 0                  | SI          | 1           | 0           | 37     | 7      |
| 2014-2015           | Lazio               | A                   | 25         | 3          | CI              | 4               | 1               | -                  | -                  | -                  | -           | -           | -           | 29     | 4      |
| 2015-2016           | Lazio               | A                   | 30         | 3          | CI              | 1               | 0               | UCL+UEL            | 2+6                | 0                  | SI          | -           | -           | 39     | 3      |
| 2016-2017           | Lazio               | A                   | 31         | 3          | CI              | 4               | 0               | -                  | -                  | -                  | -           | -           | -           | 35     | 3      |
| 2017-2018           | Lazio               | A                   | 35         | 3          | CI              | 4               | 1               | UEL                | 10                 | 1                  | SI          | 1           | 0           | 50     | 5      |
| 2018-2019           | Lazio               | A                   | 35         | 4          | CI              | 4               | 0               | UEL                | 7                  | 0                  | -           | -           | -           | 46     | 4      |
| 2019-2020           | Lazio               | A                   | 20         | 0          | CI              | 1               | 0               | UEL                | 5                  | 0                  | SI          | 1           | 1           | 27     | 1      |
| 2020-2021           | Lazio               | A                   | 16         | 0          | CI              | 2               | 0               | UCL                | 2                  | 0                  | -           | -           | -           | 20     | 0      |
| Totale Lazio        | Totale Lazio        | Totale Lazio        | 282        | 28         |                 | 28              | 3               |                    | 58                 | 2                  |             | 3           | 1           | 371    | 34     |
| Totale carriera     | Totale carriera     | Totale carriera     | 445        | 55         |                 | 43              | 6               |                    | 75                 | 7                  |             | 3           | 1           | 566    | 69     |

### Cronologia di presenze e reti in nazionale
| Cronologia completa delle presenze e delle reti in nazionale ― Bosnia ed Erzegovina | Cronologia completa delle presenze e delle reti in nazionale ― Bosnia ed Erzegovina | Cronologia completa delle presenze e delle reti in nazionale ― Bosnia ed Erzegovina | Cronologia completa delle presenze e delle reti in nazionale ― Bosnia ed Erzegovina | Cronologia completa delle presenze e delle reti in nazionale ― Bosnia ed Erzegovina | Cronologia completa delle presenze e delle reti in nazionale ― Bosnia ed Erzegovina | Cronologia completa delle presenze e delle reti in nazionale ― Bosnia ed Erzegovina | Cronologia completa delle presenze e delle reti in nazionale ― Bosnia ed Erzegovina |
| Data                                                                                | Città                                                                               | In casa                                                                             | Risultato                                                                           | Ospiti                                                                              | Competizione                                                                        | Reti                                                                                | Note                                                                                |
| ----------------------------------------------------------------------------------- | ----------------------------------------------------------------------------------- | ----------------------------------------------------------------------------------- | ----------------------------------------------------------------------------------- | ----------------------------------------------------------------------------------- | ----------------------------------------------------------------------------------- | ----------------------------------------------------------------------------------- | ----------------------------------------------------------------------------------- |
| 1-6-2008                                                                            | Zenica                                                                              | Bosnia ed Erzegovina                                                                | 1 – 0                                                                               | Azerbaigian                                                                         | Amichevole                                                                          | -                                                                                   | 56’                                                                                 |
| 3-9-2010                                                                            | Lussemburgo                                                                         | Lussemburgo                                                                         | 0 – 3                                                                               | Bosnia ed Erzegovina                                                                | Qual. Euro 2012                                                                     | -                                                                                   |                                                                                     |
| 7-9-2010                                                                            | Sarajevo                                                                            | Bosnia ed Erzegovina                                                                | 0 – 2                                                                               | Francia                                                                             | Qual. Euro 2012                                                                     | -                                                                                   |                                                                                     |
| 8-10-2010                                                                           | Tirana                                                                              | Albania                                                                             | 1 – 1                                                                               | Bosnia ed Erzegovina                                                                | Qual. Euro 2012                                                                     | -                                                                                   | 40’                                                                                 |
| 17-11-2010                                                                          | Bratislava                                                                          | Slovacchia                                                                          | 2 – 3                                                                               | Bosnia ed Erzegovina                                                                | Amichevole                                                                          | -                                                                                   |                                                                                     |
| 10-2-2011                                                                           | Atlanta                                                                             | Messico                                                                             | 2 – 0                                                                               | Bosnia ed Erzegovina                                                                | Amichevole                                                                          | -                                                                                   | 21’, 62’                                                                            |
| 26-3-2011                                                                           | Zenica                                                                              | Bosnia ed Erzegovina                                                                | 2 – 1                                                                               | Romania                                                                             | Qual. Euro 2012                                                                     | -                                                                                   |                                                                                     |
| 3-6-2011                                                                            | Bucarest                                                                            | Romania                                                                             | 3 – 0                                                                               | Bosnia ed Erzegovina                                                                | Qual. Euro 2012                                                                     | -                                                                                   |                                                                                     |
| 7-6-2011                                                                            | Zenica                                                                              | Bosnia ed Erzegovina                                                                | 2 – 0                                                                               | Albania                                                                             | Qual. Euro 2012                                                                     | -                                                                                   |                                                                                     |
| 10-8-2011                                                                           | Sarajevo                                                                            | Bosnia ed Erzegovina                                                                | 0 – 0                                                                               | Grecia                                                                              | Amichevole                                                                          | -                                                                                   |                                                                                     |
| 2-9-2011                                                                            | Minsk                                                                               | Bielorussia                                                                         | 0 – 2                                                                               | Bosnia ed Erzegovina                                                                | Qual. Euro 2012                                                                     | -                                                                                   |                                                                                     |
| 6-9-2011                                                                            | Zenica                                                                              | Bosnia ed Erzegovina                                                                | 1 – 0                                                                               | Bielorussia                                                                         | Qual. Euro 2012                                                                     | -                                                                                   |                                                                                     |
| 7-10-2011                                                                           | Zenica                                                                              | Bosnia ed Erzegovina                                                                | 5 – 0                                                                               | Lussemburgo                                                                         | Qual. Euro 2012                                                                     | -                                                                                   | 66’                                                                                 |
| 11-10-2011                                                                          | Parigi                                                                              | Francia                                                                             | 1 – 1                                                                               | Bosnia ed Erzegovina                                                                | Qual. Euro 2012                                                                     | -                                                                                   |                                                                                     |
| 11-11-2011                                                                          | Zenica                                                                              | Bosnia ed Erzegovina                                                                | 0 – 0                                                                               | Portogallo                                                                          | Qual. Euro 2012                                                                     | -                                                                                   |                                                                                     |
| 15-11-2011                                                                          | Lisbona                                                                             | Portogallo                                                                          | 6 – 2                                                                               | Bosnia ed Erzegovina                                                                | Qual. Euro 2012                                                                     | -                                                                                   | 54’                                                                                 |
| 26-5-2012                                                                           | Dublino                                                                             | Irlanda                                                                             | 1 – 0                                                                               | Bosnia ed Erzegovina                                                                | Amichevole                                                                          | -                                                                                   |                                                                                     |
| 1-6-2012                                                                            | Chicago                                                                             | Messico                                                                             | 2 – 1                                                                               | Bosnia ed Erzegovina                                                                | Amichevole                                                                          | -                                                                                   |                                                                                     |
| 15-8-2012                                                                           | Llanelli                                                                            | Galles                                                                              | 0 – 2                                                                               | Bosnia ed Erzegovina                                                                | Amichevole                                                                          | -                                                                                   |                                                                                     |
| 11-9-2012                                                                           | Zenica                                                                              | Bosnia ed Erzegovina                                                                | 4 – 1                                                                               | Lettonia                                                                            | Qual. Mondiali 2014                                                                 | -                                                                                   | 30’                                                                                 |
| 12-10-2012                                                                          | Atene                                                                               | Grecia                                                                              | 0 – 0                                                                               | Bosnia ed Erzegovina                                                                | Qual. Mondiali 2014                                                                 | -                                                                                   | 75’                                                                                 |
| 16-10-2012                                                                          | Zenica                                                                              | Bosnia ed Erzegovina                                                                | 3 – 0                                                                               | Lituania                                                                            | Qual. Mondiali 2014                                                                 | -                                                                                   | 75’                                                                                 |
| 14-11-2012                                                                          | Algeri                                                                              | Algeria                                                                             | 0 – 1                                                                               | Bosnia ed Erzegovina                                                                | Amichevole                                                                          | -                                                                                   | 71’                                                                                 |
| 6-2-2013                                                                            | Capodistria                                                                         | Slovenia                                                                            | 0 – 3                                                                               | Bosnia ed Erzegovina                                                                | Amichevole                                                                          | -                                                                                   |                                                                                     |
| 22-3-2013                                                                           | Zenica                                                                              | Bosnia ed Erzegovina                                                                | 3 – 1                                                                               | Grecia                                                                              | Qual. Mondiali 2014                                                                 | -                                                                                   | 62’                                                                                 |
| 7-6-2013                                                                            | Riga                                                                                | Lettonia                                                                            | 0 – 5                                                                               | Bosnia ed Erzegovina                                                                | Qual. Mondiali 2014                                                                 | 1                                                                                   |                                                                                     |
| 14-8-2013                                                                           | Sarajevo                                                                            | Bosnia ed Erzegovina                                                                | 3 – 4                                                                               | Stati Uniti                                                                         | Amichevole                                                                          | -                                                                                   | 46’                                                                                 |
| 6-9-2013                                                                            | Zenica                                                                              | Bosnia ed Erzegovina                                                                | 0 – 1                                                                               | Slovacchia                                                                          | Qual. Mondiali 2014                                                                 | -                                                                                   |                                                                                     |
| 10-9-2013                                                                           | Žilina                                                                              | Slovacchia                                                                          | 1 – 2                                                                               | Bosnia ed Erzegovina                                                                | Qual. Mondiali 2014                                                                 | -                                                                                   |                                                                                     |
| 11-10-2013                                                                          | Zenica                                                                              | Bosnia ed Erzegovina                                                                | 4 – 1                                                                               | Liechtenstein                                                                       | Qual. Mondiali 2014                                                                 | -                                                                                   | 62’                                                                                 |
| 15-10-2013                                                                          | Kaunas                                                                              | Lituania                                                                            | 0 – 1                                                                               | Bosnia ed Erzegovina                                                                | Qual. Mondiali 2014                                                                 | -                                                                                   |                                                                                     |
| 5-3-2014                                                                            | Innsbruck                                                                           | Bosnia ed Erzegovina                                                                | 0 – 2                                                                               | Egitto                                                                              | Amichevole                                                                          | -                                                                                   | 62’                                                                                 |
| 4-6-2014                                                                            | Chicago                                                                             | Messico                                                                             | 0 – 1                                                                               | Bosnia ed Erzegovina                                                                | Amichevole                                                                          | -                                                                                   | 64’                                                                                 |
| 16-6-2014                                                                           | Rio de Janeiro                                                                      | Argentina                                                                           | 2 – 1                                                                               | Bosnia ed Erzegovina                                                                | Mondiali 2014 - 1º turno                                                            | -                                                                                   |                                                                                     |
| 22-6-2014                                                                           | Cuiabá                                                                              | Nigeria                                                                             | 1 – 0                                                                               | Bosnia ed Erzegovina                                                                | Mondiali 2014 - 1º turno                                                            | -                                                                                   | 58’                                                                                 |
| 9-9-2014                                                                            | Zenica                                                                              | Bosnia ed Erzegovina                                                                | 1 – 2                                                                               | Cipro                                                                               | Qual. Euro 2016                                                                     | -                                                                                   |                                                                                     |
| 10-10-2014                                                                          | Cardiff                                                                             | Galles                                                                              | 0 – 0                                                                               | Bosnia ed Erzegovina                                                                | Qual. Euro 2016                                                                     | -                                                                                   |                                                                                     |
| 13-10-2014                                                                          | Zenica                                                                              | Bosnia ed Erzegovina                                                                | 1 – 1                                                                               | Belgio                                                                              | Qual. Euro 2016                                                                     | -                                                                                   |                                                                                     |
| 16-11-2014                                                                          | Haifa                                                                               | Israele                                                                             | 3 – 0                                                                               | Bosnia ed Erzegovina                                                                | Qual. Euro 2016                                                                     | -                                                                                   |                                                                                     |
| 28-3-2015                                                                           | Andorra la Vella                                                                    | Andorra                                                                             | 0 – 3                                                                               | Bosnia ed Erzegovina                                                                | Qual. Euro 2016                                                                     | -                                                                                   | 77’                                                                                 |
| 12-6-2015                                                                           | Zenica                                                                              | Bosnia ed Erzegovina                                                                | 3 – 1                                                                               | Israele                                                                             | Qual. Euro 2016                                                                     | -                                                                                   | 85’                                                                                 |
| 3-9-2015                                                                            | Bruxelles                                                                           | Belgio                                                                              | 3 – 1                                                                               | Bosnia ed Erzegovina                                                                | Qual. Euro 2016                                                                     | -                                                                                   | 87’                                                                                 |
| 6-9-2015                                                                            | Zenica                                                                              | Bosnia ed Erzegovina                                                                | 3 – 0                                                                               | Andorra                                                                             | Qual. Euro 2016                                                                     | 1                                                                                   |                                                                                     |
| 10-10-2015                                                                          | Zenica                                                                              | Bosnia ed Erzegovina                                                                | 2 – 0                                                                               | Galles                                                                              | Qual. Euro 2016                                                                     | -                                                                                   |                                                                                     |
| 13-10-2015                                                                          | Nicosia                                                                             | Cipro                                                                               | 2 – 3                                                                               | Bosnia ed Erzegovina                                                                | Qual. Euro 2016                                                                     | -                                                                                   |                                                                                     |
| 13-11-2015                                                                          | Zenica                                                                              | Bosnia ed Erzegovina                                                                | 1 – 1                                                                               | Irlanda                                                                             | Qual. Euro 2016                                                                     | -                                                                                   | 88’                                                                                 |
| 16-11-2015                                                                          | Dublino                                                                             | Irlanda                                                                             | 2 – 0                                                                               | Bosnia ed Erzegovina                                                                | Qual. Euro 2016                                                                     | -                                                                                   | 23’, 80’                                                                            |
| 29-3-2016                                                                           | Zurigo                                                                              | Svizzera                                                                            | 0 – 2                                                                               | Bosnia ed Erzegovina                                                                | Amichevole                                                                          | -                                                                                   |                                                                                     |
| 6-9-2016                                                                            | Zenica                                                                              | Bosnia ed Erzegovina                                                                | 5 – 0                                                                               | Estonia                                                                             | Qual. Mondiali 2018                                                                 | -                                                                                   |                                                                                     |
| 7-10-2016                                                                           | Bruxelles                                                                           | Belgio                                                                              | 4 – 0                                                                               | Bosnia ed Erzegovina                                                                | Qual. Mondiali 2018                                                                 | -                                                                                   | 75’                                                                                 |
| 10-10-2016                                                                          | Zenica                                                                              | Bosnia ed Erzegovina                                                                | 2 – 0                                                                               | Cipro                                                                               | Qual. Mondiali 2018                                                                 | -                                                                                   |                                                                                     |
| 13-11-2016                                                                          | Atene                                                                               | Grecia                                                                              | 1 – 1                                                                               | Bosnia ed Erzegovina                                                                | Qual. Mondiali 2018                                                                 | -                                                                                   | 79’                                                                                 |
| 28-3-2017                                                                           | Elbasan                                                                             | Albania                                                                             | 1 – 2                                                                               | Bosnia ed Erzegovina                                                                | Amichevole                                                                          | 1                                                                                   | 72’                                                                                 |
| 9-6-2017                                                                            | Zenica                                                                              | Bosnia ed Erzegovina                                                                | 0 – 0                                                                               | Grecia                                                                              | Qual. Mondiali 2018                                                                 | -                                                                                   | 21’                                                                                 |
| 31-8-2017                                                                           | Nicosia                                                                             | Cipro                                                                               | 3 – 2                                                                               | Bosnia ed Erzegovina                                                                | Qual. Mondiali 2018                                                                 | -                                                                                   |                                                                                     |
| 3-9-2017                                                                            | Faro                                                                                | Gibilterra                                                                          | 0 – 4                                                                               | Bosnia ed Erzegovina                                                                | Qual. Mondiali 2018                                                                 | 1                                                                                   |                                                                                     |
| 7-10-2017                                                                           | Sarajevo                                                                            | Bosnia ed Erzegovina                                                                | 3 – 4                                                                               | Belgio                                                                              | Qual. Mondiali 2018                                                                 | -                                                                                   |                                                                                     |
| Totale                                                                              |                                                                                     | Presenze (9º posto)                                                                 | 57                                                                                  |                                                                                     | Reti                                                                                | 4                                                                                   |                                                                                     |

## Palmarès

### Club
- Coppa Italia: 2

Lazio: 2012-2013, 2018-2019
- Supercoppa italiana: 2

Lazio: 2017, 2019